# エドワード・ダグラス・ホワイト
エドワード・ダグラス・ホワイト（英:Edward Douglass White、1845年11月3日-1921年5月19日）は、アメリカ合衆国の政治家、法学者であり、ルイジアナ州選出のアメリカ合衆国上院議員、アメリカ合衆国最高裁判所の陪席判事、および同9代目の長官を務めた。反トラスト法の標準となった「条理の法則」を作ったことで最も良く知られている。またアメリカ合衆国における人種分離の合法性を支持した1896年判決では最高裁の多数意見側に付いた。

## 生い立ちと教育
ホワイトはルイジアナ州南部ラフォーシュ郡にあるティボドービル（現在のティボドー）の町に近い両親のプランテーションで生まれた。元ルイジアナ州知事を務めたエドワード・ダグラス・ホワイト・シニアの息子であり、アメリカ合衆国下院議員を務め、医者、判事だったジェイムズ・ホワイト博士の孫だった。母方では連邦保安官テンチ・リングゴールドの孫であり、バージニア州で有名なリー一家とも親戚だった。ホワイト家のプランテーションではサトウキビを栽培し、それを最終製品まで精製していた。
ホワイトの父方の先祖はアイルランド人であり、ホワイトは生涯を通じて敬虔なカトリック教徒だった。初めはニューオーリンズのジェズイット・カレッジで学び、続いてメリーランド州エミッツバーグ近くのマウント・セントメアリーズ大学、さらにワシントンD.C.のジョージタウン大学に進み、ここでフィロデミック協会の会員になった。

## 南北戦争での従軍

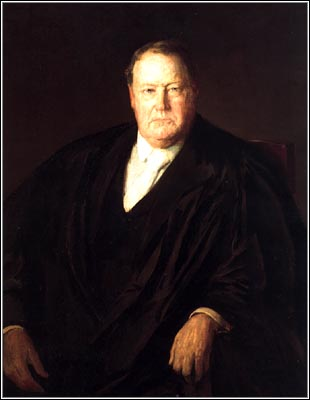

ジョージタウン大学でのホワイトの学業生活は南北戦争によって妨げられた。ホワイトはバイユー・ラフォーシュに戻って、推定ではリチャード・テイラー将軍の下で南軍の歩兵として入隊し、最終的に中尉まで進んだと考えられてきた。ホワイトの寡婦になっていた母が再婚して当時はニューオーリンズで家族と共に暮らしていたので、このことは疑問である。ホワイトがルイジアナに戻ったとき、ニューオーリンズの自分の家に行った可能性が強い。疑わしい証言では、北軍のゴッドフレイ・ワイツェル将軍が1862年10月にバイユー・ラフォールシュを侵略したとき、ホワイトは危うく掴まりそうになったが、納屋の干し草の下に隠れて難を免れたということである。ホワイトはラフールシェで入隊したが、点呼名簿が完全ではなかった可能性がある。しかし、ホワイトが何らかの南軍志願兵部隊あるいは民兵隊に仕えてラフールシェ地域での作戦に参加したという記録は無い。
別の証言では南軍のW・N・R・ビール将軍の副官となり、ポートハドソンまで付いていったというものがある。ポートハドソンには南軍の守備隊18,000名が守っていたが、数的に勝る北軍が包囲していた。1863年5月21日から7月8日まで続いた包囲戦の後（北アメリカ史では最長の包囲戦）、ビックスバーグの陥落を知った南軍が無条件降伏した。ポートハドソンにホワイトが居たということは、戦後の二次的証言、すなわちポートハドソンの北軍古参兵でありミネソタ州選出のアメリカ合衆国上院議員クヌート・ネルソンとの食事中の会話であり、またジョージ・デューイ提督（ポートハドソンでの北軍海軍士官）との会話であるが、どちらもホワイトが包囲戦の時に居たと証言したことだった。しかし、ホワイトの名前はポートハドソンの捕虜名簿に載っていない。信頼性の薄い別の証言に拠れば、ホワイトはミシシッピ州の捕虜収容所に送られたということである（実際にポートハドソン守備隊の南軍兵士は仮釈放され、士官は捕虜交換の前にニューオーリンズの収容所に送られたので、この証言はおそらく嘘だろう）。ホワイトが仮釈放されたとき、家のプランテーションに戻ったと考えられるが、そこは既に放棄され、トウモロコシ畑は荒れ地となり、元奴隷達の大半はそこを離れていた。
ホワイトが南軍に従軍したという唯一「紙で残った」証拠は、南北戦争公式記録に含まれるポイントクープ郡モーガンザでの戦闘で1865年3月に捕虜になったというものであり、米国国立公文書館のホワイトの従軍記録ではその後にニューオーリンズで収監されて、1865年5月に仮釈放になったというものである。これらの記録ではホワイトがルイジアナ騎兵連隊バーロー中隊の中尉として従軍していたことを確認するものであり、この部隊は実際上非正規兵かゲリラの組織的に緩やかな部隊だった。この連隊は時として「第9ルイジアナ騎兵連隊」と呼ばれ、その中の士官の1人がロバート・プリュイン少佐だった（戦後、バトンルージュ市長になった）。プリュインはミシシッピ川を泳いで包囲線を抜け出し、ポートハドソンの指揮官フランクリン・ガードナー将軍からジョセフ・ジョンストン将軍に伝言を伝えた伝令の役目を担った。プリュインは同じやり方でポートハドソンの降伏前にそこを逃げ出した。ホワイトがプリュインとともに逃亡に加わったと考えるのは興味有ることであり、ホワイトがポートハドソンの捕虜名簿に載っておらず、後にプリュインの連隊で従軍したということを説明できるものである。
ホワイトが南北戦争に従軍したということは、彼がアメリカ合衆国最高裁判所判事に指名された当初も共通に知られている事項であり、アメリカ連合国退役兵のために出版された「南軍退役兵」雑誌は彼の指名を祝福することになった。ホワイトはアメリカ合衆国最高裁判所に仕えた3人の元南軍兵の一人となった。他の二人とはルイス・クィンタス・キンキナトゥス・ラマー2世とホレース・ハーモン・ラートンだった。最高裁判所では他に一人、アメリカ連合国政府で公職を務めたハウェル・エドマンズ・ジャクソンが陪席判事になった。

## 政歴

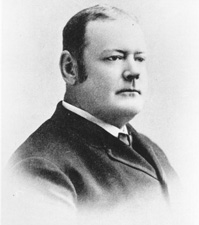
アメリカ合衆国上院議員時代のホワイト

ホワイトは放棄されたプランテーションに住みながら法律の勉強をした。法廷弁護士として認められ、1868年にニューオーリンズで法律実務を開業した。1874年に短期間ルイジアナ州上院議員となり、1879年から1880年はルイジアナ州最高裁判所陪席判事になった。元南軍の将軍でルイジアナ州知事になったフランシス・T・ニコルズと政治的に提携した。
ホワイトはルイジアナ宝くじを廃止することに貢献したことで有名になった。それは汚職の温床となり、州最高裁判所が1894年に停止命令を出す前にその命運は尽きていた。
ルイジアナ州議会は1891年にホワイトをアメリカ合衆国上院議員に指名し、ジェイムズ・B・ユースティスの後任とした。これを辞任する1894年3月12日まで続けたが、それはグロバー・クリーブランド大統領がホワイトをアメリカ合衆国最高裁判所陪席判事に指名したからだった。1896年、人種分離を容認した「プレッシー対ファーガソン事件」判決では、7人の判事と共に多数意見側に付いた。

## 首席判事、1910年-1921年
1910年、メルビル・フラーの死去に伴い、ホワイトはウィリアム・タフト大統領によってアメリカ合衆国最高裁判所長官に昇格された。当時それは2つの理由で議論を呼ぶ指名だった。1つめは、ホワイトが民主党員であり、タフトが共和党員だったことだった。当時の報道機関は、タフトが共和党員のチャールズ・エヴァンズ・ヒューズをその地位に指名するものと広く予測していた。2つめは、ホワイトが1795年のジョン・ラトリッジ以来となる陪席判事から長官に昇格したことだった。歴史家の中には、ホワイトが当時65歳で太りすぎであり、タフト大統領はホワイトが長く務められないであろうから自分が何時かその地位に指名される日が来ると期待してホワイトを指名したと考える者もいる。これはまさに11年後に起こった。
ホワイトは一般に裁判所判事の中でも保守的な部類に見られていた。「条理の法則」の創始者であること以外に、1916年に鉄道従業員に1日最大8時間の労働を規定するアダムソン法の合憲性を支持する判決も書いた。
首席判事としてのホワイトはウッドロウ・ウィルソン（2回）とウォレン・ハーディングの各大統領の就任宣誓をさせた。
最高裁判所の歴史の中でサミュエル・アリート判事とジョン・ロバーツ長官の指名まで110人を数える判事の中でホワイトは12人しかいないカトリック教徒の1人である。
ホワイトは1894年11月6日、リンデン・ケントの未亡人、リータ・モンゴメリー・ケントとニューヨーク市で結婚した。

## 死と遺産
ホワイトは首席判事のまま死去し、遺骸はワシントンD.C.のオークヒル墓地に埋葬された。ジョージタウンのその墓地はロック・クリークを見下ろしており、他にノア・スウェーン陪席判事、判事になるところだったエドウィン・スタントン（ユリシーズ・グラント大統領の指名は上院で確認されたが、就任宣誓を行う前に死んだ）が葬られている。サーモン・チェイス首席判事もそこに埋葬されたが、その14年後にオハイオ州シンシナティのスプリンググラブ墓地に移葬された。
ワシントンD.C.アメリカ合衆国議会議事堂の国立彫像ホール・コレクションにはルイジアナ州の寄贈した2体の彫像の1つとしてホワイトの彫像が収められている。他にニューオーリンズのルイジアナ州最高裁判所建物前にもホワイトの彫像がある。この彫像はニューオーリンズの景観で地元の象徴となっている。その肖像がしばしば称されている「ビッグ・グリーン・エド」は地元住人や観光客のお気に入りである。訪問者がその彫像の台座のところに座りその時の問題を論じているのがしばしば目撃される。さらに、その彫像を反時計回りに走った者はその夜逮捕されることがないという地元の言い伝えもある。
ルイジアナ州ティボドーのエドワード・ダグラス・ホワイト・カトリック高校はホワイトの名前を冠している（ただし、ダグラスの綴り最後の2重の"s"が1つしかない）。
ホワイトの栄誉を称えて、ルイジアナ州立大学法律センターでは毎年エドワード・ダグラス・ホワイト講演会が開催される。これにはウォレン・E・バーガーやウィリアム・レンキスト各首席判事のような著名後援者が招かれてきた。
ルイジアナ州立大学法律センター教授ポール・ベイアーが書いた戯曲『首席判事の父：エドワード・ダグラス・ホワイトと憲法』はホワイトの人生をもとにしたものである。
2009年1月初旬、ルイジアナ州は、ニューオーリンズのフレンチ・クオーターの中心、ロイヤル通り400のルイジアナ州最高裁判所建物正面階段にあるエドワード・ダグラス・ホワイト・ジュニア首席判事の記念像を改修し保存するために、テキサス州ガーランドのリオ・コンチョ・レストレーションに改修作業を発注した。新装なった彫像はリオ・コンチョ・レストレーションのページで見ることができる。